# Energisa Nova Friburgo
A Energisa Nova Friburgo, conhecida anteriormente como Companhia de Eletricidade de Nova Friburgo (CENF), é uma empresa concessionária responsável pelo serviço de distribuição de energia elétrica no município de Nova Friburgo, na Região Serrana do estado do Rio de Janeiro.

## História
Fundada em janeiro de 1937 com o nome de Companhia de Eletricidade de Nova Friburgo (CENF) que deu origem a empresa privada Eletricidade Julius Arp & Cia., de propriedade do empresário alemão Julius Arp fundada em 1925.
Foi privatizada em 1997, passando para a gestão do Grupo Cataguases-Leopoldina.
Em 2008 o Grupo Cataguases-Leopoldina se reestruturou e adotou uma nova marca, passando a ser o Grupo Energisa e, com isso, a CENF passou a se chamar Energisa Nova Friburgo.
Sua sede localiza-se na avenida Euterpe Friburguense, próximo ao edifício do Fórum novo. Dispõe de dois postos de atendimento, sendo um deles no endereço de sua sede e o outro na praça Getúlio Vargas, onde mantém um espaço dedicado à cultura denominado de Usina Cultural.